# Prietella phreatophila
Prietella phreatophila é uma espécie de peixe da família Ictaluridae.
É endémica do México.